# Hans Rudolf Siegrist
Hans Rudolf Siegrist (* 5. Mai 1913 in Aarau; † 7. August 1991 in Muri bei Bern; heimatberechtigt in Aarau und Elfingen) war ein Schweizer Jurist und Beamter. Er war Direktor des Bundesamts für Energiewirtschaft.

## Leben
Hans Rudolf Siegrist war der Sohn von Rudolf Siegrist und Emilie Diebold. Er studierte Rechtswissenschaften an den Universitäten Zürich, Bern und Paris. Im Jahr 1939 wurde er in Zürich promoviert. Siegrist erwarb das Anwaltspatent. 1944 heiratete er.
Siegrist trat als Sekretär in die Finanzdirektion des Kantons Zürich ein. Im Jahr 1960 wurde er Stellvertreter von Hermann Schlatter in der Abteilung Rechtswesen und Sekretariat des Post- und Eisenbahndepartements und im folgenden Jahr Direktor des Bundesamts für Energiewirtschaft. In seine bis 1977 währende Amtszeit fielen Wendepunkte der Schweizer Energiepolitik. Dazu gehörten die Entwicklung der Atomenergie und der Transport von flüssigen oder gasförmigen Brenn- und Treibstoffen über Rohrleitungsanlagen. Die Nationale Genossenschaft für die Lagerung radioaktiver Abfälle (Nagra) wurde 1972 gegründet. Zwei Jahre später war sein Amt an der Gründung der Internationalen Energieagentur (IEA) beteiligt.
Hans Rudolf Siegrist starb am 7. August 1991 in Muri bei Bern.

## Dissertation
- Die selbständige Rechtsverordnungskompetenz der Kantonsregierungen. Aarau und Zürich 1939. (Eingetragen in die Liste der verbannten Bücher.)[2]

## Belege
1. ↑  Patrick Zehnder: Rudolf Siegrist. In: Historisches Lexikon der Schweiz. (Abgerufen am 6. April 2023.)
2. ↑  verbrannte-und-verbannte.de: Hans Rudolf Siegrist. (Abgerufen am 6. April 2023.)

| Personendaten    | Personendaten                |
| ---------------- | ---------------------------- |
| NAME             | Siegrist, Hans Rudolf        |
| KURZBESCHREIBUNG | Schweizer Jurist und Beamter |
| GEBURTSDATUM     | 5. Mai 1913                  |
| GEBURTSORT       | Aarau, Schweiz               |
| STERBEDATUM      | 7. August 1991               |
| STERBEORT        | Muri bei Bern, Schweiz       |